# Pedró de la Creu (Sarrià)
El Pedró de la Creu era una creu de terme de la vila de Sarrià. Muntada damunt d'un pedró, estava a la cantonada del carrer Major de Sarrià amb l'actual carrer del Pedró de la Creu, que rep el nom per la creu.
Hi ha constància de la seva existència al segle XVII, i en desaparèixer fou substituïda per la font de la Cristina. Sobre la font hi havia una creu de ferro, que el Club Excursionista Els Blaus conserva a la seva seu, situada a la cantonada amb el carrer Bonaplata.